# 손태웅
손태웅(孫泰雄)은 대한민국 영화감독이다. 1994년 한국영화아카데미 11기출신으로 1996년 필통낙하시험으로 제22회 서울독립영화제 감독상을 수상하였다. 플란다스의 개의 각본에 참여하였고 2007년 해부학교실로 장편영화에 감독으로 데뷔하였으며 2012년 은막의 여인을 감독으로 참여하고 부천판타스틱영화제에 출품하였다.

## 작품(영화)
- 해부학교실 (2007년) (감독)
- 플란다스의 개 (각본)

## 수상
- 제22회 서울독립영화제 감독상

## 저서
- "쑥쑥 자라는 나무" (2014년) - 출판사: 더드림주니어